# 阿為神社

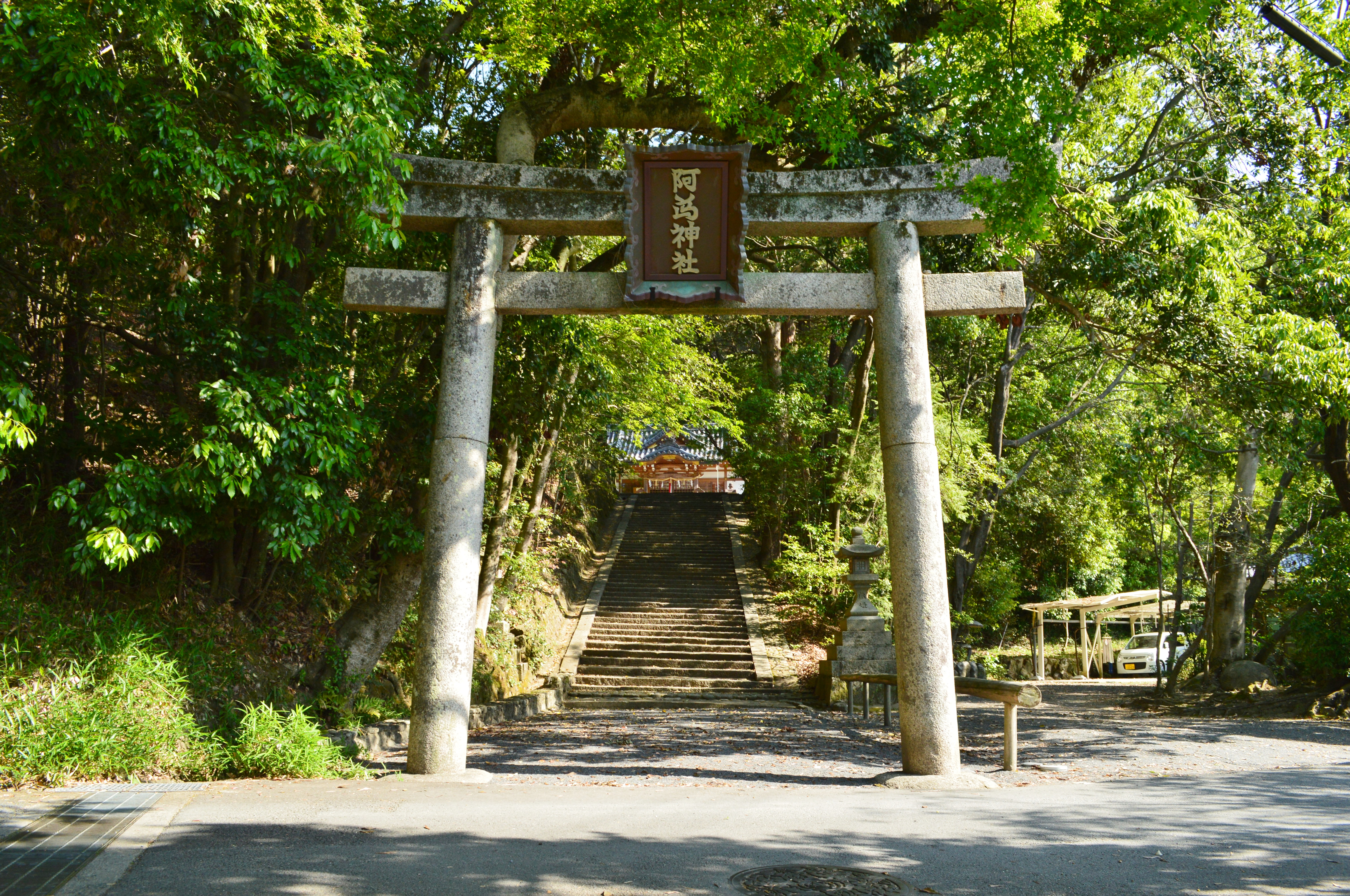
鳥居

阿為神社（あいじんじゃ）は大阪府茨木市安威にある神社。
延喜式神名帳に『摂津国島下郡　阿為神社　鍬靫』と記されている式内社。苗森神社とも云われる。

## 歴史
社伝によれば藤原鎌足の勧請で創建されたと伝えられる古社。「新撰姓氏録摂津神別」に中臣藍連同神（天児屋根命）十二世孫大江臣之後也とあり、中臣藍氏がその祖神を祀ったもの。
- 明治5年（1872年）村社に列す。
- 明治40年（1907年）1月神饌幣帛料供進社に指定される。
- 明治40年4月5日に奉幣神社を合祀。
- 明治41年（1908年）に式内社である幣久良神社を合祀。
- 平成17年（2005年）に本殿を新築。落慶記念行事として藤原鎌足とゆかりの深い蹴鞠の神事が奉納され、これ以後、毎年11月に「蹴鞠の会」が恒例行事となった[1]。

## 祭神
現在
- 天兒屋根命
- 応神天皇
- 宇賀御魂神
- 菅原道真

## 境内社
- 若宮八幡宮：仁徳天皇
- 秋葉神社：秋葉大権現
- 出雲神社：速素盞鳴尊
- 鹿島神社：武甕槌大神
- 稲荷神社：阿武山の稲荷社が遷座
- 大年神社：大歳大神
- 菅原神社：菅原道真
- 市杵島姫神社：市杵嶋姫命
- 稲那神社：倉稲魂命
- 金山神社（金毘羅神社）：金山彦命